# S/2004 S 6
S/2004 S 6 je nepotvrđeni prirodni satelit planeta Saturn otkriven 2004. godine. Unutarnji pravilni satelit s oko 2 kilometra u promjeru i orbitalnim periodom od 0.6222 dana.

## Vanjske poveznice
- IAUC 8432